# Ronde van Italië 2008/Vierde etappe
De vierde etappe van de Ronde van Italië 2008 werd op 14 mei verreden. 
Na een kilometer wedstrijd viel Rik Verbrugghe aan en hij kreeg de zegen van het peloton. Hij kreeg maximaal 10 minuten voorsprong. Op 30 kilometer van de finish begonnen de sprintersploegen jacht op hem te maken. Op 19 kilometer van de streep werd hij op de top van een klimmetje ingehaald.
In de afdaling van de klim vielen eerst Kevin Seeldraeyers en vervolgens zijn kopman Paolo Bettini aan, maar hij werd spoedig bijgehaald door de mannen van LPR. Op de vlakke strook naar de finish kwamen degenen die gelost waren op de berg terug. Daarna begon Team High Road op kop tempo te maken. Hun sprinter Mark Cavendish rondde hun werk perfect af door de massasprint te winnen. De sprint werd ontsiert door een valpartij veroorzaakt door Nick Nuyens. Hij raakte het wiel van de renner voor hem en viel waarna er zich een massale valpartij in het peloton voordeed. Hierdoor konden maar 11 renners sprinten om de zege.
In deze etappe gaven de Belgen Tom Stubbe, Dominique Cornu en Nick Nuyens op.
1e etappe ·
2e etappe ·
3e etappe ·
4e etappe ·
5e etappe ·
6e etappe ·
7e etappe ·
8e etappe ·
9e etappe ·
10e etappe ·
11e etappe ·
12e etappe ·
13e etappe ·
14e etappe ·
15e etappe ·
16e etappe ·
17e etappe ·
18e etappe ·
19e etappe ·
20e etappe ·
21e etappe
Startlijst · Eindstanden · Afbeeldingen